# 格罗布瓦莱蒂谢
格罗布瓦莱蒂谢（法語：Grosbois-lès-Tichey，法語發音：[ɡʁobwa lɛ tiʃɛ]，意为“蒂谢附近的格罗布瓦”）是法国科多尔省的一个市镇，属于博讷区。

## 地理
格罗布瓦莱蒂谢（47°0'24"N, 5°14'23"E）面积4.85 平方千米，位于法国勃艮第-弗朗什-孔泰大區科多尔省，该省份为法国中东部省份，北起奥布省，西接涅夫勒省和约讷省，南至索恩-卢瓦尔省，东南接汝拉省，东临上索恩省，东北部与上马恩省接壤。
与格罗布瓦莱蒂谢接壤的市镇（或旧市镇、城区）包括：蒙塔尼莱瑟尔、布斯朗日、朗特、帕尼堡。

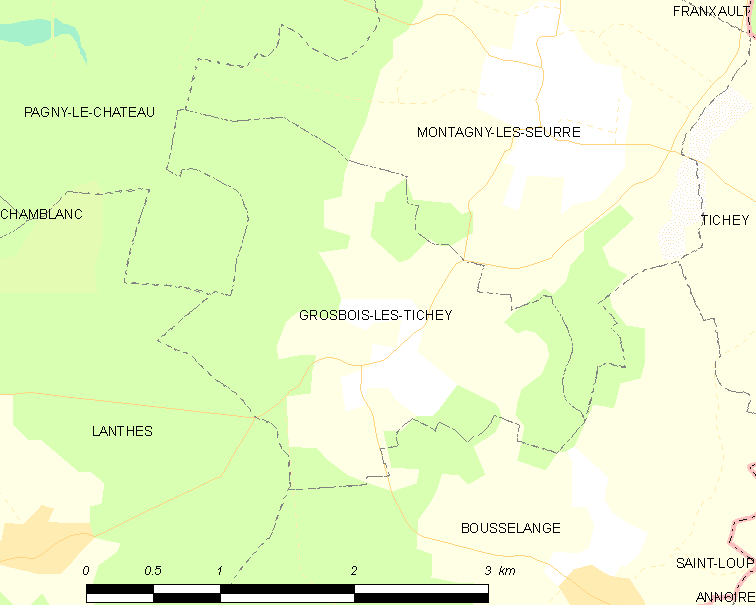
格罗布瓦莱蒂谢的OSM定位图

格罗布瓦莱蒂谢的时区为UTC+01:00、UTC+02:00（夏令时）。

## 行政
格罗布瓦莱蒂谢的邮政编码为21250，INSEE市镇编码为21311。

## 政治
格罗布瓦莱蒂谢所属的省级选区为布拉泽昂普莱讷县。

## 人口

1962-2008年间格罗布瓦莱蒂谢人口变化图示

格罗布瓦莱蒂谢于2022年1月1日时的人口数量为69人。